# 대한민국 제7대 국회
제7대 대한민국 국회는 1967년 7월 1일에 개원하였다.

## 원구성

### 의장·부의장
|            | 1967년 7월 10일 ~ 1969년 7월 9일 | 1967년 7월 10일 ~ 1969년 7월 9일 | 1969년 7월 10일 ~ 1971년 6월 30일 | 1969년 7월 10일 ~ 1971년 6월 30일 |
| 국회의장   | 이효상                           | 이효상                           | 이효상                            | 이효상                            |
| 국회부의장 | 장경순                           | 윤제술                           | 장경순                            | 정성태                            |

### 정당별 구성
| 교섭단체명 | 정당명     | 1967년 총선 당시 | 1967년 총선 당시 | 1967년 총선 당시 | 1971년 총선 당시 | 1971년 총선 당시 | 1971년 총선 당시 |
| 교섭단체명 | 정당명     | 지역구           | 비례대표         | 합계             | 지역구           | 비례대표         | 합계             |
| ---------- | ---------- | ---------------- | ---------------- | ---------------- | ---------------- | ---------------- | ---------------- |
| 민주공화당 | 민주공화당 | 103석            | 27석             | 130석            | 90석             | 27석             | 117석            |
| 신민당     | 신민당     | 27석             | 17석             | 44석             | 27석             | 10석             | 37석             |
| 비교섭단체 |            |                  |                  |                  |                  |                  |                  |
| 대중당     | 1석        |                  | 1석              |                  |                  |                  |                  |
| 무소속     |            |                  |                  | 2석              | 2석              | 4석              |                  |
| 계         | 계         | 131석            | 44석             | 175석            | 119석            | 39석             | 158석            |

### 상임위원회
| 위원회         | 이름   | 소속정당   |
| -------------- | ------ | ---------- |
| 국회운영위원회 | 현오봉 | 민주공화당 |
| 법제사법위원회 | 김장섭 | 민주공화당 |
| 외무위원회     | 박준규 | 민주공화당 |
| 내무위원회     | 오치성 | 민주공화당 |
| 재정경제위원회 | 양순직 | 민주공화당 |
| 국방위원회     | 민기식 | 민주공화당 |
| 문교공보위원회 | 육인수 | 민주공화당 |
| 농림위원회     | 전휴상 | 민주공화당 |
| 상공위원회     | 예춘호 | 민주공화당 |
| 보건사회위원회 | 이우헌 | 민주공화당 |
| 교통체신위원회 | 정진동 | 민주공화당 |
| 건설위원회     | 최치환 | 민주공화당 |

| 위원회         | 이름   | 소속정당   |
| -------------- | ------ | ---------- |
| 국회운영위원회 | 이병희 | 민주공화당 |
| 법제사법위원회 | 노재필 | 민주공화당 |
| 외무위원회     | 차지철 | 민주공화당 |
| 내무위원회     | 이상무 | 민주공화당 |
| 재정경제위원회 | 김재순 | 민주공화당 |
| 국방위원회     | 민병권 | 민주공화당 |
| 문교공보위원회 | 김종호 | 민주공화당 |
| 농림위원회     | 이종근 | 민주공화당 |
| 상공위원회     | 길전식 | 민주공화당 |
| 보건사회위원회 | 한상준 | 민주공화당 |
| 교통체신위원회 | 이상희 | 민주공화당 |
| 건설위원회     | 최두고 | 민주공화당 |

## 의석 변동
| 날짜             | 이름            | 소속정당            | 선거구                    | 사유                               | 정당별 증감 | 의석 수                                                |
| ---------------- | --------------- | ------------------- | ------------------------- | ---------------------------------- | ----------- | ------------------------------------------------------ |
| 1967년 6월 12일  | 권오석          | 민주공화당 → 무소속 | 경기 화성군               | 제명                               | ±1          | 민주공화당 129석 신민당 44석 대중당 1석 무소속 1석     |
| 1967년 6월 14일  | 양달승          | 민주공화당 → 무소속 | 전남 보성군               | 제명                               | ±1          | 민주공화당 128석 신민당 44석 대중당 1석 무소속 2석     |
| 1967년 6월 16일  | 이윤용          | 민주공화당 → 무소속 | 경기 평택군               | 제명                               | ±6          | 민주공화당 122석 신민당 44석 대중당 1석 무소속 8석     |
| 1967년 6월 16일  | 이원장          | 민주공화당 → 무소속 | 충남 서천군·보령군        | 제명                               | ±6          | 민주공화당 122석 신민당 44석 대중당 1석 무소속 8석     |
| 1967년 6월 16일  | 차형근          | 민주공화당 → 무소속 | 전북 군산시·옥구군        | 제명                               | ±6          | 민주공화당 122석 신민당 44석 대중당 1석 무소속 8석     |
| 1967년 6월 16일  | 신용남          | 민주공화당 → 무소속 | 전북 고창군               | 제명                               | ±6          | 민주공화당 122석 신민당 44석 대중당 1석 무소속 8석     |
| 1967년 6월 16일  | 기세풍          | 민주공화당 → 무소속 | 전남 화순군·곡성군        | 제명                               | ±6          | 민주공화당 122석 신민당 44석 대중당 1석 무소속 8석     |
| 1967년 6월 16일  | 이원우          | 민주공화당 → 무소속 | 경북 영천군               | 제명                               | ±6          | 민주공화당 122석 신민당 44석 대중당 1석 무소속 8석     |
| 1967년 6월 17일  | 권오석 → 김형일 | 무소속 → 신민당     | 경기 화성군               | 당선자 재결정                      | ±1          | 민주공화당 122석 신민당 45석 대중당 1석 무소속 7석     |
| 1967년 7월 4일   | 신용남          | 무소속              | 전북 고창군               | 사퇴                               | -1          | 민주공화당 122석 신민당 45석 대중당 1석 무소속 6석     |
| 1967년 7월 5일   | 기세풍          | 무소속              | 전남 화순군·곡성군        | 사퇴                               | -1          | 민주공화당 122석 신민당 45석 대중당 1석 무소속 5석     |
| 1967년 7월 19일  | 김도연 → 김현기 | 신민당              | 전국구                    | 김도연 사망 김현기 승계            |             | 민주공화당 122석 신민당 45석 대중당 1석 무소속 5석     |
| 1967년 9월 20일  | 박병선          | 민주공화당 → 무소속 | 충남 예산군               | 제명                               | ±4          | 민주공화당 118석 신민당 45석 대중당 1석 무소속 9석     |
| 1967년 9월 20일  | 이호범          | 민주공화당 → 무소속 | 전남 나주군               | 제명                               | ±4          | 민주공화당 118석 신민당 45석 대중당 1석 무소속 9석     |
| 1967년 9월 20일  | 최석림          | 민주공화당 → 무소속 | 경남 충무시·통영군·고성군 | 제명                               | ±4          | 민주공화당 118석 신민당 45석 대중당 1석 무소속 9석     |
| 1967년 9월 20일  | 양찬우          | 민주공화당 → 무소속 | 전국구                    | 제명                               | ±4          | 민주공화당 118석 신민당 45석 대중당 1석 무소속 9석     |
| 1967년 10월 3일  | 이동원          | 민주공화당 → 무소속 | 전국구                    | 제명                               | ±4          | 민주공화당 114석 신민당 45석 대중당 1석 무소속 13석    |
| 1967년 10월 3일  | 이원엽          | 민주공화당 → 무소속 | 전국구                    | 제명                               | ±4          | 민주공화당 114석 신민당 45석 대중당 1석 무소속 13석    |
| 1967년 10월 3일  | 이병주          | 민주공화당 → 무소속 | 전국구                    | 제명                               | ±4          | 민주공화당 114석 신민당 45석 대중당 1석 무소속 13석    |
| 1967년 10월 3일  | 김익준          | 민주공화당 → 무소속 | 전국구                    | 제명                               | ±4          | 민주공화당 114석 신민당 45석 대중당 1석 무소속 13석    |
| 1967년 10월 12일 | 김성용          | 신민당 → 무소속     | 전국구                    | 제명                               | ±1          | 민주공화당 114석 신민당 44석 대중당 1석 무소속 14석    |
| 1968년 2월 27일  | 최영희 → 현정주 | 민주공화당          | 전국구                    | 최영희 국방부장관 임명 현정주 승계 |             | 민주공화당 114석 신민당 44석 대중당 1석 무소속 14석    |
| 1968년 5월 25일  | 김용태          | 민주공화당 → 무소속 | 충남 대덕군·연기군        | 제명                               | ±1          | 민주공화당 113석 신민당 44석 대중당 1석 무소속 15석    |
| 1968년 6월 2일   | 김종필          | 민주공화당          | 충남 부여군               | 탈당으로 의원직 상실               | -1          | 민주공화당 112석 신민당 44석 대중당 1석 무소속 15석    |
| 1967년 6월 3일   | 이원장 → 김옥선 | 무소속 → 신민당     | 충남 서천군·보령군        | 당선자 재결정                      | ±1          | 민주공화당 112석 신민당 45석 대중당 1석 무소속 14석    |
| 1968년 9월 24일  | 김종익          | 민주공화당          | 충남 부여군               | 재보궐선거 당선                    | +1          | 민주공화당 113석 신민당 46석 대중당 2석 무소속 14석    |
| 1968년 9월 24일  | 신용남          | 대중당              | 전북 고창군               | 재보궐선거 당선                    | +1          | 민주공화당 113석 신민당 46석 대중당 2석 무소속 14석    |
| 1968년 9월 24일  | 양회수          | 신민당              | 전남 화순군·곡성군        | 재보궐선거 당선                    | +1          | 민주공화당 113석 신민당 46석 대중당 2석 무소속 14석    |
| 1968년 12월 11일 | 이호범          | 무소속              | 전남 나주군               | 선거무효                           | -1          | 민주공화당 113석 신민당 46석 대중당 2석 무소속 13석    |
| 1969년 2월 28일  | 이호범          | 민주공화당          | 전남 나주군               | 보궐선거 당선                      | +1          | 민주공화당 114석 신민당 46석 대중당 2석 무소속 13석    |
| 1969년 4월 15일  | 예춘호          | 민주공화당 → 무소속 | 부산 영도구               | 제명                               | ±5          | 민주공화당 109석 신민당 46석 대중당 2석 무소속 18석    |
| 1969년 4월 15일  | 정태성          | 민주공화당 → 무소속 | 충북 청주시               | 제명                               | ±5          | 민주공화당 109석 신민당 46석 대중당 2석 무소속 18석    |
| 1969년 4월 15일  | 김달수          | 민주공화당 → 무소속 | 충남 공주군               | 제명                               | ±5          | 민주공화당 109석 신민당 46석 대중당 2석 무소속 18석    |
| 1969년 4월 15일  | 양순직          | 민주공화당 → 무소속 | 충남 논산군               | 제명                               | ±5          | 민주공화당 109석 신민당 46석 대중당 2석 무소속 18석    |
| 1969년 4월 15일  | 박종태          | 민주공화당 → 무소속 | 전남 광산군               | 제명                               | ±5          | 민주공화당 109석 신민당 46석 대중당 2석 무소속 18석    |
| 1969년 5월 14일  | 김규남 → 김용채 | 민주공화당          | 전국구                    | 김규남 사퇴 김용채 승계            |             | 민주공화당 109석 신민당 46석 대중당 2석 무소속 18석    |
| 1969년 7월 25일  | 양달승          | 무소속              | 전남 보성군               | 당선무효                           | -1          | 민주공화당 109석 신민당 46석 대중당 2석 무소속 17석    |
| 1969년 8월 14일  | 이중재          | 신민당              | 전남 보성군               | 재선거 당선                        | +1          | 민주공화당 109석 신민당 47석 대중당 2석 무소속 17석    |
| 1969년 8월 25일  | 조창대          | 민주공화당          | 경남 진해시·창원군        | 사망                               | -1          | 민주공화당 108석 신민당 47석 대중당 2석 무소속 17석    |
| 1969년 9월 7일   | 유진오          | 신민당 → 무소속     | 서울 종로구               | 제명                               | ±44         | 민주공화당 108석 대중당 2석 무소속 61석                |
| 1969년 9월 7일   | 정일형          | 신민당 → 무소속     | 서울 중구                 | 제명                               | ±44         | 민주공화당 108석 대중당 2석 무소속 61석                |
| 1969년 9월 7일   | 송원영          | 신민당 → 무소속     | 서울 동대문구 갑          | 제명                               | ±44         | 민주공화당 108석 대중당 2석 무소속 61석                |
| 1969년 9월 7일   | 장준하          | 신민당 → 무소속     | 서울 동대문구 을          | 제명                               | ±44         | 민주공화당 108석 대중당 2석 무소속 61석                |
| 1969년 9월 7일   | 조한백          | 신민당 → 무소속     | 서울 성동구 갑            | 제명                               | ±44         | 민주공화당 108석 대중당 2석 무소속 61석                |
| 1969년 9월 7일   | 조윤형          | 신민당 → 무소속     | 서울 성북구 갑            | 제명                               | ±44         | 민주공화당 108석 대중당 2석 무소속 61석                |
| 1969년 9월 7일   | 서범석          | 신민당 → 무소속     | 서울 성북구 을            | 제명                               | ±44         | 민주공화당 108석 대중당 2석 무소속 61석                |
| 1969년 9월 7일   | 김재광          | 신민당 → 무소속     | 서울 서대문구 갑          | 제명                               | ±44         | 민주공화당 108석 대중당 2석 무소속 61석                |
| 1969년 9월 7일   | 윤제술          | 신민당 → 무소속     | 서울 서대문구 을          | 제명                               | ±44         | 민주공화당 108석 대중당 2석 무소속 61석                |
| 1969년 9월 7일   | 김홍일          | 신민당 → 무소속     | 서울 마포구               | 제명                               | ±44         | 민주공화당 108석 대중당 2석 무소속 61석                |
| 1969년 9월 7일   | 김원만          | 신민당 → 무소속     | 서울 용산구               | 제명                               | ±44         | 민주공화당 108석 대중당 2석 무소속 61석                |
| 1969년 9월 7일   | 유진산          | 신민당 → 무소속     | 서울 영등포구 갑          | 제명                               | ±44         | 민주공화당 108석 대중당 2석 무소속 61석                |
| 1969년 9월 7일   | 박한상          | 신민당 → 무소속     | 서울 영등포구 을          | 제명                               | ±44         | 민주공화당 108석 대중당 2석 무소속 61석                |
| 1969년 9월 7일   | 김응주          | 신민당 → 무소속     | 부산 중구                 | 제명                               | ±44         | 민주공화당 108석 대중당 2석 무소속 61석                |
| 1969년 9월 7일   | 김영삼          | 신민당 → 무소속     | 부산 서구                 | 제명                               | ±44         | 민주공화당 108석 대중당 2석 무소속 61석                |
| 1969년 9월 7일   | 박기출          | 신민당 → 무소속     | 부산 동구                 | 제명                               | ±44         | 민주공화당 108석 대중당 2석 무소속 61석                |
| 1969년 9월 7일   | 정상구          | 신민당 → 무소속     | 부산 부산진구 갑          | 제명                               | ±44         | 민주공화당 108석 대중당 2석 무소속 61석                |
| 1969년 9월 7일   | 임갑수          | 신민당 → 무소속     | 부산 동래구               | 제명                               | ±44         | 민주공화당 108석 대중당 2석 무소속 61석                |
| 1969년 9월 7일   | 김정열          | 신민당 → 무소속     | 경기 인천시 갑            | 제명                               | ±44         | 민주공화당 108석 대중당 2석 무소속 61석                |
| 1969년 9월 7일   | 김은하          | 신민당 → 무소속     | 경기 인천시 을            | 제명                               | ±44         | 민주공화당 108석 대중당 2석 무소속 61석                |
| 1969년 9월 7일   | 김형일          | 신민당 → 무소속     | 경기 화성군               | 제명                               | ±44         | 민주공화당 108석 대중당 2석 무소속 61석                |
| 1969년 9월 7일   | 박영록          | 신민당 → 무소속     | 강원 원주시·원성군        | 제명                               | ±44         | 민주공화당 108석 대중당 2석 무소속 61석                |
| 1969년 9월 7일   | 박병배          | 신민당 → 무소속     | 충남 대전시               | 제명                               | ±44         | 민주공화당 108석 대중당 2석 무소속 61석                |
| 1969년 9월 7일   | 김옥선          | 신민당 → 무소속     | 충남 서천군·보령군        | 제명                               | ±44         | 민주공화당 108석 대중당 2석 무소속 61석                |
| 1969년 9월 7일   | 정성태          | 신민당 → 무소속     | 전남 광주시 갑            | 제명                               | ±44         | 민주공화당 108석 대중당 2석 무소속 61석                |
| 1969년 9월 7일   | 김대중          | 신민당 → 무소속     | 전남 목포시               | 제명                               | ±44         | 민주공화당 108석 대중당 2석 무소속 61석                |
| 1969년 9월 7일   | 양회수          | 신민당 → 무소속     | 전남 화순군·곡성군        | 제명                               | ±44         | 민주공화당 108석 대중당 2석 무소속 61석                |
| 1969년 9월 7일   | 이중재          | 신민당 → 무소속     | 전남 보성군               | 제명                               | ±44         | 민주공화당 108석 대중당 2석 무소속 61석                |
| 1969년 9월 7일   | 조일환          | 신민당 → 무소속     | 경북 대구시 북구·서구     | 제명                               | ±44         | 민주공화당 108석 대중당 2석 무소속 61석                |
| 1969년 9월 7일   | 우홍구          | 신민당 → 무소속     | 경북 의성군               | 제명                               | ±44         | 민주공화당 108석 대중당 2석 무소속 61석                |
| 1969년 9월 7일   | 박순천          | 신민당 → 무소속     | 전국구                    | 제명                               | ±44         | 민주공화당 108석 대중당 2석 무소속 61석                |
| 1969년 9월 7일   | 정해영          | 신민당 → 무소속     | 전국구                    | 제명                               | ±44         | 민주공화당 108석 대중당 2석 무소속 61석                |
| 1969년 9월 7일   | 고흥문          | 신민당 → 무소속     | 전국구                    | 제명                               | ±44         | 민주공화당 108석 대중당 2석 무소속 61석                |
| 1969년 9월 7일   | 이재형          | 신민당 → 무소속     | 전국구                    | 제명                               | ±44         | 민주공화당 108석 대중당 2석 무소속 61석                |
| 1969년 9월 7일   | 김세영          | 신민당 → 무소속     | 전국구                    | 제명                               | ±44         | 민주공화당 108석 대중당 2석 무소속 61석                |
| 1969년 9월 7일   | 정운갑          | 신민당 → 무소속     | 전국구                    | 제명                               | ±44         | 민주공화당 108석 대중당 2석 무소속 61석                |
| 1969년 9월 7일   | 한통숙          | 신민당 → 무소속     | 전국구                    | 제명                               | ±44         | 민주공화당 108석 대중당 2석 무소속 61석                |
| 1969년 9월 7일   | 편용호          | 신민당 → 무소속     | 전국구                    | 제명                               | ±44         | 민주공화당 108석 대중당 2석 무소속 61석                |
| 1969년 9월 7일   | 박재우          | 신민당 → 무소속     | 전국구                    | 제명                               | ±44         | 민주공화당 108석 대중당 2석 무소속 61석                |
| 1969년 9월 7일   | 이기택          | 신민당 → 무소속     | 전국구                    | 제명                               | ±44         | 민주공화당 108석 대중당 2석 무소속 61석                |
| 1969년 9월 7일   | 이민우          | 신민당 → 무소속     | 전국구                    | 제명                               | ±44         | 민주공화당 108석 대중당 2석 무소속 61석                |
| 1969년 9월 7일   | 김수한          | 신민당 → 무소속     | 전국구                    | 제명                               | ±44         | 민주공화당 108석 대중당 2석 무소속 61석                |
| 1969년 9월 7일   | 김상현          | 신민당 → 무소속     | 전국구                    | 제명                               | ±44         | 민주공화당 108석 대중당 2석 무소속 61석                |
| 1969년 9월 7일   | 김현기          | 신민당 → 무소속     | 전국구                    | 제명                               | ±44         | 민주공화당 108석 대중당 2석 무소속 61석                |
| 1969년 9월 7일   | 성낙현          | 신민당              | 경남 창녕군               | 신민당 해산으로 의원직 상실        | -3          | 민주공화당 108석 대중당 2석 무소속 61석                |
| 1969년 9월 7일   | 연주흠          | 신민당              | 전국구                    | 신민당 해산으로 의원직 상실        | -3          | 민주공화당 108석 대중당 2석 무소속 61석                |
| 1969년 9월 7일   | 조흥만          | 신민당              | 전국구                    | 신민당 해산으로 의원직 상실        | -3          | 민주공화당 108석 대중당 2석 무소속 61석                |
| 1969년 9월 11일  | 신용남          | 대중당 → 무소속     | 전북 고창군               | 제명                               | ±1          | 민주공화당 108석 대중당 1석 무소속 62석                |
| 1969년 9월 22일  | 유진오          | 무소속 → 신민당     | 서울 종로구               | 신민당 창당                        | ±42         | 민주공화당 108석 신민당 42석 대중당 1석 무소속 20석    |
| 1969년 9월 22일  | 정일형          | 무소속 → 신민당     | 서울 중구                 | 신민당 창당                        | ±42         | 민주공화당 108석 신민당 42석 대중당 1석 무소속 20석    |
| 1969년 9월 22일  | 송원영          | 무소속 → 신민당     | 서울 동대문구 갑          | 신민당 창당                        | ±42         | 민주공화당 108석 신민당 42석 대중당 1석 무소속 20석    |
| 1969년 9월 22일  | 장준하          | 무소속 → 신민당     | 서울 동대문구 을          | 신민당 창당                        | ±42         | 민주공화당 108석 신민당 42석 대중당 1석 무소속 20석    |
| 1969년 9월 22일  | 조한백          | 무소속 → 신민당     | 서울 성동구 갑            | 신민당 창당                        | ±42         | 민주공화당 108석 신민당 42석 대중당 1석 무소속 20석    |
| 1969년 9월 22일  | 조윤형          | 무소속 → 신민당     | 서울 성북구 갑            | 신민당 창당                        | ±42         | 민주공화당 108석 신민당 42석 대중당 1석 무소속 20석    |
| 1969년 9월 22일  | 서범석          | 무소속 → 신민당     | 서울 성북구 을            | 신민당 창당                        | ±42         | 민주공화당 108석 신민당 42석 대중당 1석 무소속 20석    |
| 1969년 9월 22일  | 김재광          | 무소속 → 신민당     | 서울 서대문구 갑          | 신민당 창당                        | ±42         | 민주공화당 108석 신민당 42석 대중당 1석 무소속 20석    |
| 1969년 9월 22일  | 윤제술          | 무소속 → 신민당     | 서울 서대문구 을          | 신민당 창당                        | ±42         | 민주공화당 108석 신민당 42석 대중당 1석 무소속 20석    |
| 1969년 9월 22일  | 김홍일          | 무소속 → 신민당     | 서울 마포구               | 신민당 창당                        | ±42         | 민주공화당 108석 신민당 42석 대중당 1석 무소속 20석    |
| 1969년 9월 22일  | 김원만          | 무소속 → 신민당     | 서울 용산구               | 신민당 창당                        | ±42         | 민주공화당 108석 신민당 42석 대중당 1석 무소속 20석    |
| 1969년 9월 22일  | 유진산          | 무소속 → 신민당     | 서울 영등포구 갑          | 신민당 창당                        | ±42         | 민주공화당 108석 신민당 42석 대중당 1석 무소속 20석    |
| 1969년 9월 22일  | 박한상          | 무소속 → 신민당     | 서울 영등포구 을          | 신민당 창당                        | ±42         | 민주공화당 108석 신민당 42석 대중당 1석 무소속 20석    |
| 1969년 9월 22일  | 김응주          | 무소속 → 신민당     | 부산 중구                 | 신민당 창당                        | ±42         | 민주공화당 108석 신민당 42석 대중당 1석 무소속 20석    |
| 1969년 9월 22일  | 김영삼          | 무소속 → 신민당     | 부산 서구                 | 신민당 창당                        | ±42         | 민주공화당 108석 신민당 42석 대중당 1석 무소속 20석    |
| 1969년 9월 22일  | 박기출          | 무소속 → 신민당     | 부산 동구                 | 신민당 창당                        | ±42         | 민주공화당 108석 신민당 42석 대중당 1석 무소속 20석    |
| 1969년 9월 22일  | 정상구          | 무소속 → 신민당     | 부산 부산진구 갑          | 신민당 창당                        | ±42         | 민주공화당 108석 신민당 42석 대중당 1석 무소속 20석    |
| 1969년 9월 22일  | 김정열          | 무소속 → 신민당     | 경기 인천시 갑            | 신민당 창당                        | ±42         | 민주공화당 108석 신민당 42석 대중당 1석 무소속 20석    |
| 1969년 9월 22일  | 김은하          | 무소속 → 신민당     | 경기 인천시 을            | 신민당 창당                        | ±42         | 민주공화당 108석 신민당 42석 대중당 1석 무소속 20석    |
| 1969년 9월 22일  | 김형일          | 무소속 → 신민당     | 경기 화성군               | 신민당 창당                        | ±42         | 민주공화당 108석 신민당 42석 대중당 1석 무소속 20석    |
| 1969년 9월 22일  | 박영록          | 무소속 → 신민당     | 강원 원주시·원성군        | 신민당 창당                        | ±42         | 민주공화당 108석 신민당 42석 대중당 1석 무소속 20석    |
| 1969년 9월 22일  | 박병배          | 무소속 → 신민당     | 충남 대전시               | 신민당 창당                        | ±42         | 민주공화당 108석 신민당 42석 대중당 1석 무소속 20석    |
| 1969년 9월 22일  | 김옥선          | 무소속 → 신민당     | 충남 서천군·보령군        | 신민당 창당                        | ±42         | 민주공화당 108석 신민당 42석 대중당 1석 무소속 20석    |
| 1969년 9월 22일  | 정성태          | 무소속 → 신민당     | 전남 광주시 갑            | 신민당 창당                        | ±42         | 민주공화당 108석 신민당 42석 대중당 1석 무소속 20석    |
| 1969년 9월 22일  | 김대중          | 무소속 → 신민당     | 전남 목포시               | 신민당 창당                        | ±42         | 민주공화당 108석 신민당 42석 대중당 1석 무소속 20석    |
| 1969년 9월 22일  | 양회수          | 무소속 → 신민당     | 전남 화순군·곡성군        | 신민당 창당                        | ±42         | 민주공화당 108석 신민당 42석 대중당 1석 무소속 20석    |
| 1969년 9월 22일  | 이중재          | 무소속 → 신민당     | 전남 보성군               | 신민당 창당                        | ±42         | 민주공화당 108석 신민당 42석 대중당 1석 무소속 20석    |
| 1969년 9월 22일  | 조일환          | 무소속 → 신민당     | 경북 대구시 북구·서구     | 신민당 창당                        | ±42         | 민주공화당 108석 신민당 42석 대중당 1석 무소속 20석    |
| 1969년 9월 22일  | 우홍구          | 무소속 → 신민당     | 경북 의성군               | 신민당 창당                        | ±42         | 민주공화당 108석 신민당 42석 대중당 1석 무소속 20석    |
| 1969년 9월 22일  | 박순천          | 무소속 → 신민당     | 전국구(신민당)            | 신민당 창당                        | ±42         | 민주공화당 108석 신민당 42석 대중당 1석 무소속 20석    |
| 1969년 9월 22일  | 정해영          | 무소속 → 신민당     | 전국구(신민당)            | 신민당 창당                        | ±42         | 민주공화당 108석 신민당 42석 대중당 1석 무소속 20석    |
| 1969년 9월 22일  | 고흥문          | 무소속 → 신민당     | 전국구(신민당)            | 신민당 창당                        | ±42         | 민주공화당 108석 신민당 42석 대중당 1석 무소속 20석    |
| 1969년 9월 22일  | 이재형          | 무소속 → 신민당     | 전국구(신민당)            | 신민당 창당                        | ±42         | 민주공화당 108석 신민당 42석 대중당 1석 무소속 20석    |
| 1969년 9월 22일  | 김세영          | 무소속 → 신민당     | 전국구(신민당)            | 신민당 창당                        | ±42         | 민주공화당 108석 신민당 42석 대중당 1석 무소속 20석    |
| 1969년 9월 22일  | 정운갑          | 무소속 → 신민당     | 전국구(신민당)            | 신민당 창당                        | ±42         | 민주공화당 108석 신민당 42석 대중당 1석 무소속 20석    |
| 1969년 9월 22일  | 편용호          | 무소속 → 신민당     | 전국구(신민당)            | 신민당 창당                        | ±42         | 민주공화당 108석 신민당 42석 대중당 1석 무소속 20석    |
| 1969년 9월 22일  | 박재우          | 무소속 → 신민당     | 전국구(신민당)            | 신민당 창당                        | ±42         | 민주공화당 108석 신민당 42석 대중당 1석 무소속 20석    |
| 1969년 9월 22일  | 이기택          | 무소속 → 신민당     | 전국구(신민당)            | 신민당 창당                        | ±42         | 민주공화당 108석 신민당 42석 대중당 1석 무소속 20석    |
| 1969년 9월 22일  | 이민우          | 무소속 → 신민당     | 전국구(신민당)            | 신민당 창당                        | ±42         | 민주공화당 108석 신민당 42석 대중당 1석 무소속 20석    |
| 1969년 9월 22일  | 김수한          | 무소속 → 신민당     | 전국구(신민당)            | 신민당 창당                        | ±42         | 민주공화당 108석 신민당 42석 대중당 1석 무소속 20석    |
| 1969년 9월 22일  | 김상현          | 무소속 → 신민당     | 전국구(신민당)            | 신민당 창당                        | ±42         | 민주공화당 108석 신민당 42석 대중당 1석 무소속 20석    |
| 1969년 9월 22일  | 김현기          | 무소속 → 신민당     | 전국구(신민당)            | 신민당 창당                        | ±42         | 민주공화당 108석 신민당 42석 대중당 1석 무소속 20석    |
| 1969년 10월 27일 | 정태성          | 무소속 → 민주공화당 | 충북 청주시               | 입당                               | ±3          | 민주공화당 111석 신민당 42석 대중당 1석 무소속 17석    |
| 1969년 10월 27일 | 김용태          | 무소속 → 민주공화당 | 충남 대덕군·연기군        | 입당                               | ±3          | 민주공화당 111석 신민당 42석 대중당 1석 무소속 17석    |
| 1969년 10월 27일 | 박종태          | 무소속 → 민주공화당 | 전남 광산군               | 입당                               | ±3          | 민주공화당 111석 신민당 42석 대중당 1석 무소속 17석    |
| 1969년 12월 5일  | 성낙현          | 민주공화당          | 경남 창녕군               | 보궐선거 당선                      | +1          | 민주공화당 112석 신민당 42석 대중당 1석 무소속 17석    |
| 1970년 5월 1일   | 최석림          | 무소속              | 경남 충무시·통영군·고성군 | 당선무효                           | -1          | 민주공화당 112석 신민당 42석 대중당 1석 무소속 16석    |
| 1970년 5월 22일  | 최석림          | 민주공화당          | 경남 충무시·통영군·고성군 | 재선거 당선                        | +1          | 민주공화당 113석 신민당 42석 대중당 1석 무소속 16석    |
| 1970년 6월 11일  | 현정주          | 민주공화당          | 전국구                    | 사망                               | -1          | 민주공화당 112석 신민당 42석 대중당 1석 무소속 16석    |
| 1970년 6월 29일  | 김세영          | 신민당              | 전국구                    | 사퇴                               | -1          | 민주공화당 112석 신민당 41석 대중당 1석 무소속 16석    |
| 1970년 12월 28일 | 박병선          | 무소속              | 충남 예산군               | 선거무효                           | -1          | 민주공화당 112석 신민당 41석 대중당 1석 무소속 15석    |
| 1971년 1월 5일   | 이윤용          | 무소속 → 민주공화당 | 경남 충무시·통영군·고성군 | 입당                               | ±10         | 민주공화당 122석 신민당 41석 대중당 1석 무소속 5석     |
| 1971년 1월 5일   | 차형근          | 무소속 → 민주공화당 | 전북 군산시·옥구군        | 입당                               | ±10         | 민주공화당 122석 신민당 41석 대중당 1석 무소속 5석     |
| 1971년 1월 5일   | 신용남          | 무소속 → 민주공화당 | 전북 고창군               | 입당                               | ±10         | 민주공화당 122석 신민당 41석 대중당 1석 무소속 5석     |
| 1971년 1월 5일   | 이원우          | 무소속 → 민주공화당 | 경북 영천군               | 입당                               | ±10         | 민주공화당 122석 신민당 41석 대중당 1석 무소속 5석     |
| 1971년 1월 5일   | 양찬우          | 무소속 → 민주공화당 | 전국구(민주공화당)        | 입당                               | ±10         | 민주공화당 122석 신민당 41석 대중당 1석 무소속 5석     |
| 1971년 1월 5일   | 이동원          | 무소속 → 민주공화당 | 전국구(민주공화당)        | 입당                               | ±10         | 민주공화당 122석 신민당 41석 대중당 1석 무소속 5석     |
| 1971년 1월 5일   | 이원엽          | 무소속 → 민주공화당 | 전국구(민주공화당)        | 입당                               | ±10         | 민주공화당 122석 신민당 41석 대중당 1석 무소속 5석     |
| 1971년 1월 5일   | 이병주          | 무소속 → 민주공화당 | 전국구(민주공화당)        | 입당                               | ±10         | 민주공화당 122석 신민당 41석 대중당 1석 무소속 5석     |
| 1971년 1월 5일   | 김익준          | 무소속 → 민주공화당 | 전국구(민주공화당)        | 입당                               | ±10         | 민주공화당 122석 신민당 41석 대중당 1석 무소속 5석     |
| 1971년 1월 5일   | 김성용          | 무소속 → 민주공화당 | 전국구(신민당)            | 입당                               | ±10         | 민주공화당 122석 신민당 41석 대중당 1석 무소속 5석     |
| 1971년 1월 7일   | 임갑수          | 무소속 → 민주공화당 | 부산 동래구               | 입당                               | ±1          | 민주공화당 123석 신민당 41석 대중당 1석 무소속 4석     |
| 1971년 1월 8일   | 예춘호          | 무소속 → 민주공화당 | 부산 영도구               | 입당                               | ±2          | 민주공화당 125석 신민당 41석 대중당 1석 무소속 2석     |
| 1971년 1월 8일   | 양순직          | 무소속 → 민주공화당 | 충남 논산군               | 입당                               | ±2          | 민주공화당 125석 신민당 41석 대중당 1석 무소속 2석     |
| 1971년 1월 11일  | 조한백          | 신민당              | 서울 성동구 갑            | 탈당으로 의원직 상실               | -1          | 민주공화당 125석 신민당 40석 대중당 1석 무소속 2석     |
| 1971년 1월 19일  | 박종태          | 민주공화당          | 전남 광산군               | 탈당으로 의원직 상실               | -1          | 민주공화당 124석 신민당 40석 대중당 1석 무소속 2석     |
| 1971년 2월 8일   | 이재형          | 신민당              | 전국구                    | 탈당으로 의원직 상실               | -1          | 민주공화당 124석 신민당 39석 대중당 1석 무소속 2석     |
| 1971년 2월 16일  | 최석림          | 민주공화당          | 경남 충무시·통영군·고성군 | 탈당으로 의원직 상실               | -1          | 민주공화당 123석 신민당 39석 대중당 1석 무소속 2석     |
| 1971년 3월 8일   | 김우영          | 민주공화당          | 강원 춘천시·춘성군        | 탈당으로 의원직 상실               | -1          | 민주공화당 122석 신민당 39석 대중당 1석 무소속 2석     |
| 1971년 3월 15일  | 박기출          | 신민당              | 부산 동구                 | 탈당으로 의원직 상실               | -1          | 민주공화당 122석 신민당 38석 대중당 1석 무소속 2석     |
| 1971년 3월 19일  | 이진용          | 민주공화당          | 경기 의정부시·양주군      | 탈당으로 의원직 상실               | -1          | 민주공화당 121석 신민당 38석 대중당 1석 무소속 2석     |
| 1971년 4월 1일   | 장준하          | 신민당 → 무소속     | 서울 동대문구 을          | 제명                               | ±2          | 민주공화당 121석 신민당 36석 대중당 1석 무소속 4석     |
| 1971년 4월 1일   | 박재우          | 신민당 → 무소속     | 전국구                    | 제명                               | ±2          | 민주공화당 121석 신민당 36석 대중당 1석 무소속 4석     |
| 1971년 4월 19일  | 서민호          | 대중당 → 무소속     | 전남 고흥군               | 제명                               | ±1          | 민주공화당 121석 신민당 36석 무소속 5석                |
| 1971년 4월 21일  | 서민호          | 무소속 → 신민당     | 전남 고흥군               | 입당                               | ±1          | 민주공화당 121석 신민당 37석 무소속 4석                |
| 1971년 4월 23일  | 이우헌          | 민주공화당          | 전남 여수시·여천군        | 탈당으로 의원직 상실               | -1          | 민주공화당 120석 신민당 37석 무소속 4석                |
| 1971년           | 박재우          | 무소속 → 통일사회당 | 전국구(신민당)            | 입당                               | ±1          | 민주공화당 120석 신민당 37석 통일사회당 1석 무소속 3석 |
| 1971년 5월 3일   | 이현재          | 민주공화당          | 전남 구례군·광양군        | 탈당으로 의원직 상실               | -1          | 민주공화당 119석 신민당 37석 무소속 4석                |
| 1971년 5월 5일   | 한태일          | 민주공화당          | 경남 마산시               | 탈당으로 의원직 상실               | -1          | 민주공화당 118석 신민당 37석 무소속 4석                |

## 같이 보기
- 대한민국 제7대 총선
- 대한민국 제7대 국회의원 목록